# ARA La Plata (D-4)
El ARA La Plata (D-4) fue un explorador-torpedero de la marina de guerra de Argentina, gemelo del ARA Córdoba.

## Historia
Fue botado en 1911 y asignado en 1912. Fue asignado al Grupo de Exploradores con asiento en la Base Naval Río Santiago (BNRS).
Fue re-clasificado destructor/destroyer en 1931. Pasó a situación de desarme de 1946 a 1951. Fue re-activado y asignado a la Escuela Naval Militar (ENM) como buque de instrucción. Pasó a reserva en 1955 y la baja en 1957.